# WxBasic
WxBasic é um interpretador de ansi-basic multiplataforma e de código aberto. Como é baseado numa sintaxe de fácil utilização sobre a linguagem BASIC, é simples de aprender e compreender, permitindo até os programadores novatos a escrever interessantes aplicações para ambientes gráficos como Windows, Linux e Mac OS X, com o mínimo esforço. O programa está num estado Beta, mas funcional o suficiente para programação hobística.